# Norbert Franken
Norbert Franken (* 1961 in Kempen) ist ein deutscher Klassischer Archäologe, der sich auf die Erforschung antiker Bronzeobjekte spezialisiert hat.

## Werdegang
Norbert Franken studierte von 1982 bis 1991 Klassische Archäologie, Alte Geschichte, Vor- und Frühgeschichte, Provinzialrömische Archäologie und Christliche Archäologie an der Rheinischen Friedrich-Wilhelms-Universität Bonn und der Albert-Ludwigs-Universität Freiburg. 1991 wurde er bei Nikolaus Himmelmann in Bonn promoviert; seine Dissertation trägt den Titel Aequipondia. Figürliche Laufgewichte römischer und frühbyzantinischer Schnellwaagen. Für das Jahr 1991/1992 wurde ihm das Reisestipendium des Deutschen Archäologischen Instituts verliehen, mit dessen Hilfe er den Mittelmeerraum bereiste.
Danach arbeitete Franken von 1994 bis 1996 an einem Katalog der Bronzen im Römisch Germanischen Museum in Köln und 1996/1997 an einem ähnlichen Projekt am Akademischen Kunstmuseum in Bonn. Zwischenzeitig war er als wissenschaftliche Hilfskraft an der Westfälischen Wilhelms-Universität Münster beschäftigt, 1999/2000 Museumsassistent am Römisch-Germanischen Museum in Köln und von 2002 bis 2003 wissenschaftlicher Assistent an der Universität des Saarlandes in Saarbrücken.
Zwischen August 2004 und Februar 2011 war Franken als wissenschaftlicher Mitarbeiter an der Antikensammlung Berlin beschäftigt. Er war dort mit der Erschließung der umfangreichen Sammlung antiker Bronzen beauftragt, die als Bilddatenbank Antike Bronzen in Berlin seit September 2011 online ist. Franken bearbeitete zu diesem Zweck mehr als 8000 Bronzeobjekte der Berliner Sammlung auf der Grundlage von Carl Friederichs’ Werk Antike Bronzen und Geräte im Alten Museum von 1871 sowie der Erwerbungen bis 1945. Aufbauend auf die 1995 vollzogene Zusammenführung der Ost- und West-Berliner Antikensammlungen war das Ziel dieser Neuerschließung, sowohl die noch erhaltenen Bestände als auch die umfangreichen Kriegsverluste erstmals umfassend zu sichten, zu identifizieren und im Bild zu dokumentieren. Dabei konnte er 10 % mehr Bronzen identifizieren als bisher bekannt waren. Für die Ausstellung Die Rückkehr der Götter – Berlins verborgener Olymp 2008 war er als wissenschaftlicher Berater tätig.
Von 2012 bis 2016 arbeitete Franken als Mitarbeiter der Bayerischen Akademie der Wissenschaften an einem Band des Corpus Vasorum Antiquorum Deutschland. 2017 bis 2020 war er Mitarbeiter des von Detlev Kreikenbom beantragten Forschungsprojekts „Griechisch-römische Metallplastik aus den orientalischen Provinzen des Imperium Romanum und dem arabischen Barbaricum. Untersuchungen zu Ikonographie, Stil und Herstellungsorten“ an der Johannes Gutenberg-Universität Mainz, das von der Deutschen Forschungsgemeinschaft gefördert wurde.

## Schriften
- Aequipondia. Figürliche Laufgewichte römischer und frühbyzantinischer Schnellwaagen. VDG, Alfter 1994, ISBN 3-929742-14-4.
- Die antiken Bronzen im Römisch-Germanischen Museum Köln: Die Bronzestatuetten ohne Fundortangabe. Die Statuetten aus dem Fund von La Comelle-sous-Beuvray. In: Kölner Jahrbuch. Band 27, 1994, S. 405–512.
- Die antiken Bronzen im Römisch-Germanischen Museum Köln: Fragmente von Statuen. Figürlicher Schmuck von architektonischen Monumenten und Inschriften. Hausausstattung, Möbel, Kultgeräte, Votive und verschiedene Geräte. In: Kölner Jahrbuch. Band 29, 1996, S. 7–203.
- Römische und spätantike Bronzen im Akademischen Kunstmuseum der Universität Bonn. In: Bonner Jahrbücher. Band 198, 1998, S. 49–99.
- Der Leipziger Perseus. Ein wiederentdecktes Meisterwerk etruskischer Bronzekunst. Festgabe des Archäologischen Instituts der Universität Leipzig zur Erinnerung an Johann Joachim Winckelmann. Antikenmuseum der Universität Leipzig, Leipzig 2015.